# Bhimbetka
Bhimbetka ist ein archäologischer Fundplatz im indischen Bundesstaat Madhya Pradesh mit steinzeitlichen Felsmalereien. Die bis zu 9000 Jahre alten Malereien an Felsüberhängen (Abris) wurden schon 1888 entdeckt, aber erst in den 1950er Jahren wissenschaftlich beschrieben. Bhimbetka ist die älteste Fundstelle mit Felsbildern auf dem indischen Subkontinent. Das Gebiet wurde von der UNESCO zum Weltkulturerbe deklariert.

## Lage

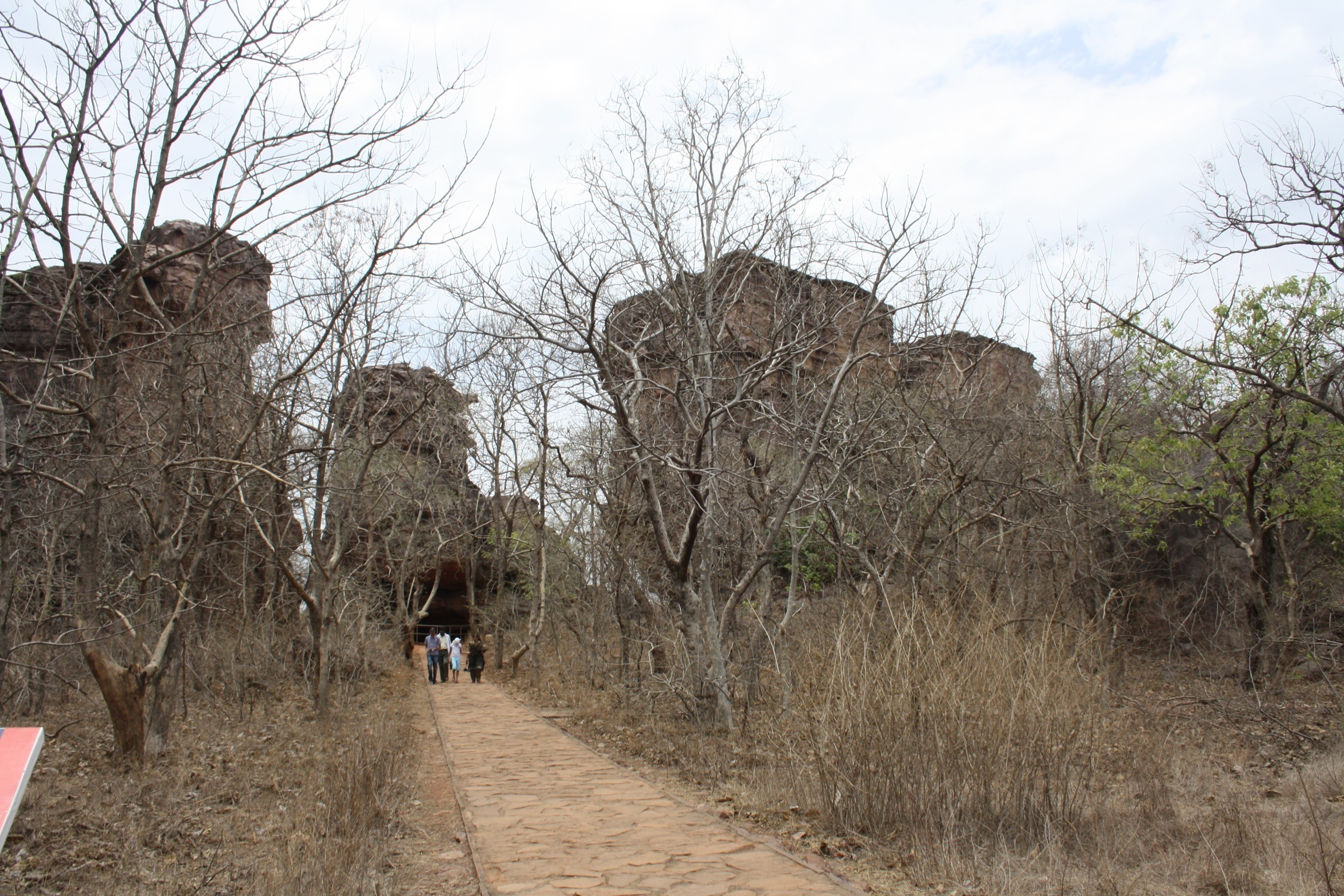
Eingang zum Felsenpark

Die Felsgrotten von Bhimbetka liegen 45 Kilometer südlich von Bhopal am südlichen Rand des Vindhyagebirges. Weiter südlich folgen die Bergketten des Satpuragebirges. Die gesamte Gegend ist von dichten Wäldern und Buschwerk bedeckt. Es gibt reichlich ganzjährige Wasserquellen, natürliche Stollen und wesentliche Gemeinsamkeiten mit ähnlichen Felskunstorten, etwa dem Kakadu-Nationalpark in Australien.
Bhimbetka wird im indischen Epos Mahabharata als Wohnort des Helden Bhima erwähnt.

## Entdeckung
Wie in der Entscheidung der UNESCO ausgeführt, wurde Bhimbetka zuerst in indischen archäologischen Aufzeichnungen basierend auf Informationen örtlicher Adivasi als buddhistische Stätte erwähnt. Viel später sah V. S. Wakankarl auf der Zugreise nach Bhopal Felsformationen ähnlicher Art zu jenen, die er in Spanien und Frankreich gesehen hatte. Er besuchte die Gegend zusammen mit einem Team von Archäologen und entdeckte mehrere prähistorische Felsgrotten.
Seither sind mehr als 700 solcher Grotten identifiziert worden. Davon befinden sich 243 in der Gruppe Bhimbetka und 178 in der Lakha Juar Gruppe. Archäologische Untersuchungen offenbarten eine kontinuierliche Besiedlung durch Steinzeitkulturen (vom späten Mittelpaläolithikum (Acheuléen) bis zur Mittelsteinzeit) sowie die ältesten Steinmauern und Fußböden der Welt. Die ältesten Felszeichnungen stammen vermutlich aus der Mittelsteinzeit. Eine grobe Datierung der Funde wurde durchgeführt, während eine detaillierte Chronologisierung noch aussteht.

## Felsmalereien

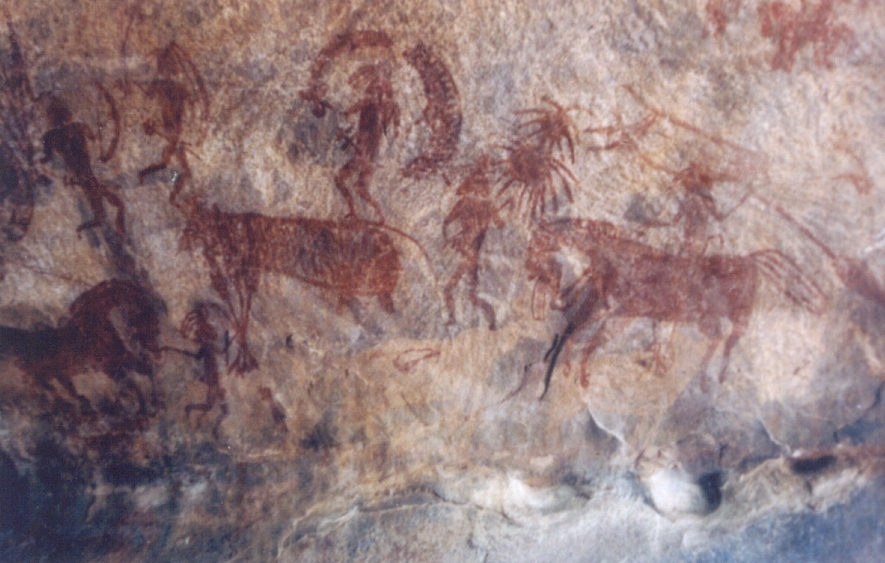
Bhimbetka Felszeichnung

Die Felsgrotten und Höhlen von Bhimbetka besitzen zahlreiche interessante Malereien, die auf lebendige Art das Leben der Höhlenbewohner und deren natürliche Umgebung darstellen. Einer der Felsen, der im Volksmund „Zoofelsen“ genannt wird, stellt Elefanten, Sambar, Bisons und Hirsche dar. Malereien an einem anderen Felsen zeigen einen Pfau, eine Schlange, einen Hirsch und eine Sonne. Auf einem weiteren Fels sind zwei Elefanten mit Stoßzähnen abgebildet. In einer der Höhlen ist ein Bison abgebildet, der einen Jäger verfolgt, während seine Gefährten hilflos dabeistehen. Unter dieser Ansammlung prähistorischer Malereien finden sich auch jüngere Jagdszenen mit Jägern, die Pfeil und Bogen, Schwerter und Schilde tragen. In einer anderen Szene sieht man Reiter zusammen mit Bogenschützen. Von musikhistorischer Bedeutung ist eine der frühesten Darstellungen einer Sanduhrtrommel. Szenen von Tänzern, die sich mit ausgestreckten Armen umfassen, gehören in einen rituellen Zusammenhang.
Die Farbe wurde vermutlich aus farbiger Erde, pflanzlichen Farbstoffen, Wurzeln und Tierfetten hergestellt. Die Pinsel bestanden aus Pflanzenfasern.